# Иттен, Седрик
Седрик Ян Иттен (нем. Cedric Jan Itten; 27 декабря 1996, Базель, Швейцария) — швейцарский футболист, нападающий клуба «Янг Бойз».

## Клубная карьера
Иттен — уроженец Базеля. Играл в местных школах, пока в 11 лет не перешёл в академию одноимённого клуба «Базель». Окончил её в 2015 году. 21 февраля 2016 года дебютировал в швейцарском чемпионате в поединке против «Вадуца», выйдя на замену на 75-й минуте вместо Матиаса Дельгадо. Всего в дебютном сезоне провёл 11 встреч и забил 1 мяч, в ворота «Лугано» 13 апреля.
Летом 2016 года был арендован футбольным клубом «Люцерн». Срок арендного соглашения составил один год, до конца сезона 2016/17. 23 июля 2016 года дебютировал за новый клуб в матче против того же «Люцерна».
17 января 2018 года перешёл на правах аренды с опцией выкупа в «Санкт-Галлен». Дебютировал 3 февраля в гостевом матче с «Янг Бойз», выйдя в стартовом составе. Первые голы забил 17 февраля в гостевом матче с «Базелем», выйдя в стартовом составе и оформив дубль. 29 июня было официально объявлено о выкупе игрока. 31 июля 2020 года в домашнем матче с «Ксамаксом» оформил первый в профессиональной карьере хет-трик.
4 августа 2020 года подписал четырёхлетний контракт с шотландским «Рейнджерс». Трансфер обошёлся клубу в 2,7 миллионов фунтов. Дебютировал 9 августа в домашнем матче с «Сент-Мирреном», заменив на 75-й минуте Альфредо Морелоса. Первые забил за клуб 27 сентября в гостевом матче с «Мотеруэллом», выйдя на замену на 75-й минуте и оформив дубль.
31 августа 2021 года, в последний день трансферного окна, Иттен перешёл на правах аренды до конца сезона в немецкий «Гройтер Фюрт». 12 января 2022 года был отозван в «Рейнджерс».
1 июля за 1,82 миллионов евро перешёл в «Янг Бойз», подписав четырёхлетний контракт. Дебютировал 16 июля в домашнем матче с «Цюрихом», заменив на 63-й минуте Мешака Элиа и забив гол.

## Карьера в сборной
Иттен был постоянным игроком всех юношеских сборных Швейцарии. Принимал участие в отборочных частях к юношеским чемпионатам Европы, однако в финальную стадию не выходил и участия не принимал.
15 ноября 2019 он дебютировал в сборной Швейцарии против сборной Грузии (1-0), забивая единственного гола этого матча. Тремя дня позже он забил два мяча в матче против сборной Гибралтара (6-1).

## Достижения
«Базель»
- Чемпион Швейцарии: 2015/16

«Рейнджерс»
- Чемпион Шотландии: 2020/21
- Обладатель Кубка Шотландии: 2021/22